# Zeidane Inoussa
Zeidane Inoussa (Hässelby-Vällingby, 13 maggio 2002) è un calciatore svedese, attaccante dell'Häcken. Dal 1º luglio 2025 sarà un giocatore dello Swansea City.

## Biografia
Ha origini beninesi.

## Carriera

### Club
Inoussa è cresciuto nel settore giovanile del Brommapojkarna, che ha lasciato nel 2019 in favore del Caen. Ha debuttato con la squadra riserve il 7 marzo 2020, trovanto subito la via del gol nell'incontro vinto 2-0 contro il Grand Quevilly in Championnat National 3. Il 12 settembre seguente ha esordito anche in prima squadra contro il Rodez in Ligue 2 ed il 4 agosto 2021 ha firmato il suo primo contratto professionistico.
Il 31 gennaio 2022 è stato ceduto in prestito al Real Murcia fino al termine della stagione. Il 18 luglio seguente il prestito è stato rinnovato anche per la stagione successiva, salvo venire interrotto nel gennaio del 2023, con il giocatore che è passato con la stessa formula al Valencia Mestalla fino a giugno.
Il 28 luglio 2023 ha fatto ritorno in Svezia con il passaggio a titolo definitivo al Brommapojkarna, il club in cui era cresciuto a livello giovanile. Ha debuttato in Allsvenskan il 19 agosto seguente nel match contro l'Halmstad valido per la ventesima giornata, essendo arrivato a campionato in corso, mentre una settimana più tardi ha segnato il suo primo gol contro il Kalmar. Complessivamente, ha chiuso l'Allsvenskan 2023 con cinque reti in dieci presenze, più altre due presenze collezionate nel doppio spareggio che ha garantito la salvezza ai rossoneri.
Il 20 febbraio 2024, prima dell'inizio del campionato svedese di quell'anno, Inoussa è stato acquistato dall'Häcken per una cifra che i media hanno quantificato in 18,5 milioni di corone, il più costoso trasferimento di sempre tra due squadre dell'Allsvenskan. Nel campionato 2025 ha disputato solo la prima giornata, dopodiché ha riportato un infortunio al piede che lo ha tenuto fuori per alcune settimane. Non è più tornato in campo con i gialloneri, poiché a maggio è stato definito il suo trasferimento allo Swansea City, con decorrenza dal 1º luglio successivo, in cambio di una cifra che i media hanno stimato tra i 65 e i 70 milioni di corone svedesi.

### Nazionale
Ha giocato con le nazionali svedesi Under-17, Under-19 e Under-21.

## Statistiche

### Presenze e reti nei club
Statistiche aggiornate al 9 agosto 2024.
| Stagione        | Squadra           | Campionato      | Campionato | Campionato | Coppe nazionali | Coppe nazionali | Coppe nazionali | Coppe continentali | Coppe continentali | Coppe continentali | Altre coppe | Altre coppe | Altre coppe | Totale | Totale | Totale |
| Stagione        | Squadra           | Comp            | Pres       | Reti       | Comp            | Pres            | Reti            | Comp               | Pres               | Reti               | Comp        | Pres        | Reti        | Pres   | Reti   |        |
| --------------- | ----------------- | --------------- | ---------- | ---------- | --------------- | --------------- | --------------- | ------------------ | ------------------ | ------------------ | ----------- | ----------- | ----------- | ------ | ------ | ------ |
| 2019-2020       | Caen 2            | N3              | 1          | 1          |                 | -               | -               |                    | -                  | -                  |             | -           | -           | 1      | 1      |        |
| 2020-2021       | Caen 2            | N2              | 6          | 1          |                 | -               | -               |                    | -                  | -                  |             | -           | -           | 6      | 1      |        |
| 2021-gen. 2022  | Caen 2            | N2              | 6          | 0          |                 | -               | -               |                    | -                  | -                  |             | -           | -           | 6      | 0      |        |
| 2020-2021       | Caen              | L2              | 3          | 0          | CF              | 1               | 0               |                    | -                  | -                  |             | -           | -           | 4      | 0      |        |
| 2021-gen. 2022  | Caen              | L2              | 4          | 0          | CF              | 0               | 0               |                    | -                  | -                  |             | -           | -           | 4      | 0      |        |
| gen.-giu. 2022  | Real Murcia       | SDR             | 12         | 4          | CR              | 0               | 0               |                    | -                  | -                  |             | -           | -           | 12     | 4      |        |
| 2022-gen. 2023  | Real Murcia       | PF              | 16         | 0          | CR              | 1               | 0               |                    | -                  | -                  |             | -           | -           | 17     | 0      |        |
| gen.-giu. 2023  | Valencia Mestalla | SF              | 16         | 2          |                 | -               | -               |                    | -                  | -                  |             | -           | -           | 16     | 2      |        |
| 2023            | Brommapojkarna    | A               | 10+2       | 5+0        | CS              | 1               | 1               |                    | -                  | -                  |             | -           | -           | 13     | 6      |        |
| 2024            | Häcken            | A               | 14         | 6          | CS+CS           | 1+0             | 0               | UECL               | 3                  | 2                  |             | -           | -           | 18     | 8      |        |
| Totale carriera | Totale carriera   | Totale carriera | 90         | 19         |                 | 4               | 1               |                    | 3                  | 2                  |             | -           | -           | 97     | 22     |        |

## Palmarès

### Club

#### Competizioni nazionali
- Championnat National 3: 1

Caen 2: 2019-2020 (girone J)
- Coppa di Svezia: 1

Häcken: 2024-2025